# Draft de l'NBA del 1969
El Draft de l'NBA de 1969 va canviar dràsticament la fortuna de dues franquícies. Una moneda a l'aire va decidir que els Milwaukee Bucks escollis primer en detriment dels Phoenix Suns, fent-se amb els serveis de Lew Alcindor, que posteriorment es va canviar el nom pel de Kareem Abdul-Jabbar. Jabbar va dur als Bucks a guanyar l'anell de campió l'any següent.

## Primera ronda
|  | = All-Star     |
|  | = Hall of Fame |

| Posició | Jugador             | Nacionalitat | Equip de l'NBA         | Origen (Universitat/club) |
| ------- | ------------------- | ------------ | ---------------------- | ------------------------- |
| 1       | Lew Alcindor (C)    | Estats Units | Milwaukee Bucks        | UCLA                      |
| 2       | Neal Walk (C)       | Estats Units | Phoenix Suns           | Florida                   |
| 3       | Lucius Allen (G)    | Estats Units | Seattle SuperSonics    | UCLA                      |
| 4       | Terry Driscoll (F)  | Estats Units | Detroit Pistons        | Boston College            |
| 5       | Larry Cannon (G)    | Estats Units | Chicago Bulls          | La Salle                  |
| 6       | Bobby Smith (F)     | Estats Units | San Diego Rockets      | Tulsa                     |
| 7       | Bob Portman (F)     | Estats Units | San Francisco Warriors | Creighton                 |
| 8       | Herm Gilliam (G)    | Estats Units | Cincinnati Royals      | Purdue                    |
| 9       | Jo Jo White (G)     | Estats Units | Boston Celtics         | Kansas                    |
| 10      | Butch Beard (G)     | Estats Units | Atlanta Hawks          | Louisville                |
| 11      | John Warren (G)     | Estats Units | New York Knicks        | St. John's                |
| 12      | Willie McCarter (G) | Estats Units | Los Angeles Lakers     | Drake                     |
| 13      | Bug Ogden (F)       | Estats Units | Philadelphia 76ers     | Santa Clara               |
| 14      | Mike Davis (G)      | Estats Units | Baltimore Bullets      | Virginia Union            |
| 15      | Rick Roberson (C)   | Estats Units | Los Angeles Lakers     | Cincinnati                |

## Segona ronda
| Posició | Jugador              | Nacionalitat | Equip de l'NBA         | Origen (Universitat/club) |
| ------- | -------------------- | ------------ | ---------------------- | ------------------------- |
| 16      | Simmie Hill (F)      | Estats Units | Chicago Bulls          | West Texas State          |
| 17      | Bob Greacen (F)      | Estats Units | Milwaukee Bucks        | Rutgers                   |
| 18      | Ron Taylor (C)       | Estats Units | Seattle SuperSonics    | USC                       |
| 19      | Willie Norwood (F)   | Estats Units | Detroit Pistons        | Alcorn State              |
| 20      | Kenny Spain (C)      | Estats Units | Chicago Bulls          | Houston                   |
| 21      | Bernie Williams (G)  | Estats Units | San Diego Rockets      | La Salle                  |
| 22      | Ed Siudet            | Estats Units | San Francisco Warriors | Holy Cross                |
| 23      | John Baum (F)        | Estats Units | Chicago Bulls          | Temple                    |
| 24      | Gene Williams (F)    | Estats Units | Phoenix Suns           | Kansas State              |
| 25      | Wally Anderzunas (C) | Estats Units | Atlanta Hawks          | Creighton                 |
| 26      | Bill Bunting (F)     | Estats Units | New York Knicks        | North Carolina            |
| 27      | Dick Garrett (G)     | Estats Units | Los Angeles Lakers     | Southern Illinois         |
| 28      | Willie Taylor        | Estats Units | Philadelphia 76ers     | LeMoyne-Owen              |
| 29      | Willie Scott         | Estats Units | Baltimore Bullets      | Alabama State             |